# Herringswell
Herringswell – wieś w Anglii, w hrabstwie Suffolk, w dystrykcie West Suffolk. Leży 52 km na północny zachód od miasta Ipswich i 99 km na północny wschód od Londynu. Miejscowość liczy 190 mieszkańców.